# Вернер Маркс
Вернер Маркс (на немски: Werner Marcks) е немски офицер служил по време на Първата и Втората световна война.

## Биография

### Ранен живот и Първа световна война (1914 – 1918)
Вернер Маркс е роден на 17 юли 1896 г. в Магдебург, Германска империя. През 1910 г. се присъединява към армията като офицерски кадет от мускетарски полк. Участва в Първата световна война, където с чин лейтенант служи в различни полкови формации.

#### Междувоенен период
След нея се присъединява към ново сформирания Райхсвер и до началото на войната е с чин майор и в същото време командир на противотанков батальон.

### Втора световна война (1939 – 1945)
В началото на Втората световна война, между 1939 и 1941 г., командва 19-и противотанков батальон. Участва в Северноафриканската кампания, където между 1941 и 1942 г. командва последователно 115-и и 104-ти танково-гренадирски полк. През юли 1942 г. за кратко заема поста действащ командир на 90-а лека пехотна дивизия разположена в Либия. През октомври същата година е назначен в щаба на Инспектората на танковите войски. Заема този пост до 19 февруари 1944 г., когато поема командването на 1-ва танкова дивизия. На 1 април 1944 г. е издигнат в чин генерал-майор. На 25 септември 1944 г. е заменен от Еберхард Тунерт. Между 12 февруари и 29 април 1945 г. командва 21-ва танкова дивизия на Източния фронт. На 20 април 1945 г. е издигнат в чин генерал-лейтенант.

#### Пленяване и смърт
Пленен е от съветските войски по време на боевете край Халбе и остава военнопленник до 1955 г. Умира на 28 юли 1967 г. във Ведел, Германия.

## Военна декорация
| - Германски орден „Железен кръст“ (1914) – II (28 май 1915) и I степен (22 февруари 1918) - Германски орден „Кръст на честта“ (1943) - Германски орден Железен кръст (1939, повторно) – II (14 септември 1939) и I степен (16 октомври 1939) - Орден „Германски кръст“ (1941) – златен (11 декември 1941) | - Рицарски кръст с дъбови листа - Носител на Рицарски кръст (2 февруари 1942) - Носител на Дъбови листа № 593 (21 септември 1944) |